# Жан-Мішель Жарр

Автограф Жарра

Жан-Мішель Андре Жарр (фр. Jean-Michel André Jarre, нар. 24 серпня 1948, Ліон, Франція) — французький композитор, клавішник, гітарист, вокаліст, автор текстів, продюсер, один з піонерів електронної музики, що грає переважно на синтезаторах, автор і постановник грандіозних світлових шоу. Командор Ордену Почесного легіону. Всесвітньої популярності набув завдяки альбому Oxygène (1976), що став класикою електронної музики. Починаючи з 1979 року, провів десятки музично-світлових вистав у різних куточках планети. Творчість Жана-Мішеля значно вплинула на розвиток електронної музики, особливо ембієнту та нью-ейджу. Загалом продано понад 80 мільйонів копій його альбомів в усьому світі.
Жарр став першим західним музикантом, що був запрошений з концертним туром до комуністичного Китаю.
Автор одного з найрідкісніших альбомів в історії Music for Supermarkets, що був виданий в єдиному екземплярі, а майстер-копії були власноручно та привселюдно знищені.
З раннього віку він був ознайомлений з різними формами мистецтва, включаючи вуличних виконавців, джаз-музикантів і художника П'єра Сулажа. Він грав на гітарі в гурті, але його музичний стиль зазнав дуже сильного впливу П'єра Шеффера, піонера в області конкретної музики в Groupe de Recherches Musicales.
Найбільший успіх йому приніс альбом 1976 року Oxygène. Записаний в домашній імпровізованій студії, альбом був розпроданий тиражем 12 мільйонів копій. Після Oxygène в 1978 році вийшов наступний альбом Equinoxe. 1979 року Жарр відіграв свій перший концерт, що відбувся на Площі Згоди для рекордної на той час аудиторії — понад мільйон слухачів (що було відмічено в Книзі рекордів Гіннеса). Пізніше він утричі перевершить цей рекорд. Його концерт 1979 року послугував основою для його подальших виступів в усьому світі.

## Біографічні відомості
Жан-Мішель Андре Жарр народився 24 серпня 1948 року в Ліоні, Франція. Син композитора Моріса Жарра, брат кіносценариста Кевіна Жарра.
Жан-Мішель виховувався своєю матір'ю і дідусем з бабусею в Ліоні. Уже з 5 років грав на фортепіано та гітарі. З часом вивчав у паризькій консерваторії гармонію та композиції, побічно створивши свій перший гурт The Dustbins, єдиним досягненням якого став музичний епізод у фільмі «De Gargons Et Des Files».
Наприкінці 1968 року Жарр залишив паризьку консерваторію, щоб приєднатися до керованої П'єром Шаффером формації G.R.M. (фр. Groupe de Recherches Musicales, Група музичних досліджень). Також у цей період він написав свій перший твір «Happiness Is A Sad Song».

## 1970-і
1970 року з'явились його чергові записи «La Cage» та «Erosmachine», які було видано на синглах лише у Франції.
Наступного року Жан-Мішель залишив G.R.M., але захоплення електронною музикою, яке виникло завдяки G.R.M., привело музиканта до власної студії, де він розпочав експериментувати з синтезаторами (у цей час Жан придбав свій перший синтезатор і почав складати електронну музику.). В 1972 пише музику для телешоу Sport en fête, що веде Мішель Друкер та оригінальний саундтрек до фільму Жана Шапо «Згорівші амбари». Побічно Жарр компонував репертуар для поп-гурту Triangle та написав музику до балету «Аог». він познайомився з Франсісом Дрейфусом (продюсер гурту Pink Floyd). Доля пов'язала їх на багато років. Наступного ж року музикант записав два альбоми з музикою до фільмів «Deserted Palace» та «Les Grandes Brulees». Впродовж 1973-74 років він стає автором багатьох сентементальних любовних пісень, які виконували популярні, переважно французькі, виконавці: Франсуаза Арді, Жерар Ленорман та Крістоф. Співпраця з останнім вилелась в тісний і плідний тандем, що за ці два роки став революційним для французького шансону. Розпочалась вона з написання слів для новаторського, культового альбому Les Paradis Perdus (фр. Загублений рай), тираж якого перевищив півмільйонни копій, який не втратив популярності й до цього часу, підтвердження цьому є те, що одна з останніх кавер-версій на одноіменну пісню Les Paradis Perdus увійшла до дебютного альбому Chaleur Humaine 2014 року французької виконавиці Christine and the Queens, була видана синглом у 2015 році й потрапила до французьких та бельгійських чартів. Крім роботи й над наступним важливим альбомом Крістофа Les Mots Bleus, Жарр зрежесерував постановку двох його виступів в залі «Олімпія» в Парижі. Продовження цієї співпраці між Жарром та Крістофом знову відбудеться лише через декілька десятиліть. За словами Жарра, в романтичних текстах йому вдалось жодного разу не використати слова «кохання» та «я кохаю тебе», оскільки така прямолінійність завжди здавалась вульгарною.  
1976 року Жан-Мішель уклав угоду з фонографічною фірмою «Disques Dreyfus» і розпочав роботу над своїм першим творінням — альбомом «Oxygene». «Космічна» синтезаторна електроніка Жарра мала великий успіх: альбом незабаром став «золотим» і завоював нагороду Grand Prix du Disque. Ця платівка потрапила на друге місце британського чарту і зміцнила позицію Жарра на музичному ринку.
В 1977 році ще одна пісня Où sont les femmes? (фр. Куди поділись жінки?) у виконанні Патріка Жюве потрапить до хіт-парадів і займе там високі позиції, з нагоди чого Серж Генсбур надіслав Жарру записку в якій привітав його з членством в «закритому клубі».
Його чергова робота «Equinoxe» була витримана у подібному стилі, де електронні ритми поєднались із струменем вільної мелодії. 7 жовтня 1978 року перед появою цього лонгплею на музичному ринку Жан-Мішель одружився з англійською актрисою Шарлотт Ремплінг (навесні 1995 року вони розлучилися). Також в 1978 році пише музику до фільму Петера Фляйшмана «Гамбургський синдром»
14 липня 1979 року під час всенародного французького свята Жарр організував на «Place De La Concorde» перший з своїх відомих галаконцертів на відкритому повітрі, куди прибуло понад мільйон глядачів.

## 1980-ті
Проте у своє перше турне Жарр вирушив лише 1981 року після запису альбому «Magnetic Fields», що вийшов у Європі 20 травня 1981 року  і в США 15 липня. За перші два місяці продажі нового альбому лише у Франції сягнули позначки в 200 000 копій. До того часу об'єм продажу альбомів Oxygène і Équinoxe досяг 6 мільйонів одиниць. Країною проведення туру виявився Китай, де Жан-Мішель у супроводі 35 китайських музикантів дав п'ять грандіозних концертів. Задокументував цю подію подвійний альбом «Concerts In China», який з'явився 1982 року.
Платівка «Music For Supermarkets» 1983 року, що була музичною основою до художньої вистави, виявилася найдивнішим виданням Жарра. На знак протесту автора проти комерціалізації поп-музики, платівку було видано у єдиному екземплярі й продано на аукціоні у паризькому готелі «Drout» за 69 тисяч франків. Ім'я покупця так і не було названо, гроші перевели на рахунок «UNICEF», а плівку-оригінал знищили.
Наступний лонгплей музиканта «The Essential Jean-Michel Jarre» виявився збіркою записів з попередніх альбомів і цього разу за ціною став доступним багатьом його фанам. На альбомі «Zoolook», що з'явився 1984 року, на гарному електронному фоні Жарр запропонував інтонації, що характерні для різних мов світу, але несподівано прохолодна зустріч цього лонгплею з боку слухачів привела до дворічної творчої перерви музиканта.
Повернувся Жан-Мішель 5 квітня 1986 року разом з черговим великим проєктом. Цього разу це був грандіозний концерт у Х'юстоні, штат Техас, на честь 150-річчя міста та 25-річного ювілею «NASA». На це незвичне в історії лазерно-фейєрверкове шоу зібралося понад мільйон глядачів. 5 жовтня того ж року Жарр запропонував подібне шоу в Ліоні, яке присвятив папі Іоану Павлу II. Фрагменти обох концертів пізніше потрапили до платівки «In Concert: Houston/Lyon». Проте ще 1986 року на музичному ринку з'явився черговий студійний альбом артиста під назвою «Rendez-Vous», який спочатку робився під впливом космічної тематики (наприклад, планувалося, що один з творів — «Ron's Song» — виконає на саксофоні один з членів команди корабля «Challenger» Рон Макнейр), а пізніше — трагедії цього космічного корабля.
У 1988 році Жарр випускає альбом «Revolutions», що дещо нагадує етнічний альбом Zoolook, тим що також містив голос (переважно неєвропейських народів) в поєднанні з електронними звуками. Перші концерти Жарра у Британії під назвою «Destination Docklands» відбулися 8 і 9 жовтня 1988 року і були відзняті телебаченням, але попри хороше відвідування цих монументальних вистав, Жарру так і не вдалося здобути прихильників і визнання серед критиків. Проте альбом «Revolution», у якому торкалися теми конфлікту між ісламом та комп'ютеризацією, піднявся у британському чарті до другого місця. У запису пісні «London Kid» з цього альбому взяв участь гітарист легендарної The Shadows Хенк Марвін.

## 1990-і
14 липня 1990 року Жарр побив черговий рекорд, коли на його шоу в Парижі «Paris La Defense: Une Ville En Concert» зібралося понад два з половиною мільйона чоловік, хоча критики продовжували скептично ставитись до музиканта. Трохи раніше Жарр запропонував своїм фанам на черговій платівці «Waiting For Cousteau» 40 хвилин музики ембіент, продемонструвавши різнобічність своєї творчості. Альбом піднявся до чотирнадцятого місця у Великій Британії, щоправда подальша творча активність артиста дещо спала.
1991 року вийшла збірка Images, у яку крім відомих ввійшли й раніше не видані композиції. 11 липня 1991 року Жарр не зміг відіграти свій черговий монументальний концерт, цього разу в Мексиці, а 1993 року повернувся на музичний ринок лонгплеєм «Chronologie». 14 липня 1995 року в присутності 1,5 мільйони глядачів Жарр перетворює Ейфелеву вежу в Парижі в елемент свого шоу. «Концерт толерантності» з різних добре відомих хітів був присвячений на честь 50-річчя організації ЮНЕСКО та Року толерантності. 1997 року з'явився його новий альбом Oxygene 7-13 — це так би мовити продовження альбому 1976 року «Oxygene», та бокс-сет з найкращих робіт «Oxygene II Oxygene».

## 2000-і
У 2000 році Жан-Мішель Жарр випускає альбом Metamorphoses («Метаморфози»). Це перший «вокальний» альбом Жарра, в якому він співпрацює з декількома співачками, такими як: Лорі Андерсон, Наташа Атлас, Деірдре Дубуа (Екова) і Шерон Корр із гурту The Corrs. Згідно з назвою альбому, Жарр ніби дозволяє собі природним чином «еволюціонувати» в нову, дуже індивідуальну форму самовираження. Весь альбом був змікшований на ранній версії Pro Tools, цифровій робочій станції спроєктована для запису, редагування і відтворення цифрового звуку. Композиції і їхнє аранжування на цьому техно орієнтованому альбомі були створені при участі Жоакіма Гарро відмічені відходом від попереднього стилю Жарра. Використані звукові ефекти містять перешкоди від мобільних телефонів (використані на треку «Tout est Bleu»), і Macintalk, Macintosh програма застосована для генерації тексту на «Love, Love, Love».
В серпні 2005 року, Жан-Мішель Жарр отримує запрошення від Лауреата Нобелівської премії миру Леха Валенса відсвяткувати 25-у річницю Солідарності, на кораблебудувальному заводі Ґданська, в Польщі при аудиторії в 170.000 людей. Більше 7 мільйонів телеглядачів дивилися концерт в прямому ефірі по Національному Телебаченню Польщі — TVP1.
В кінці березня 2007 року Жан видав альбом, над яким працював з 2006 року. Альбом Téo & Téa виявився великою несподіванкою як для фанів, так і для критиків, тому що альбом був записаний в танцювальному стилі.

## 2010-і

Tour 2010/2011.Київ

1 липня 2011 року Жарр відіграв свій черговий масштабний концерт у Монако, присвячений весіллю принца Альбера і його нареченої Шарлін.
14 жовтня 2011 року відбувся перший концерт Жарра в Україні в столичному Палаці спорту.
20 грудня 2013 року Жан-Мішель Жарр виступив на урочистому відкритті суспільно-культурного центру «Галактика» біля села Есто-Садок Адлерського району міста Сочі (РФ). Концерт «Відкриття "Галактики"» був показаний у скороченому варіанті телеканалом НТВ 27 грудня.
У 2016 році Жарр зробив Oxygene трилогією, 2 грудня випустивши альбом Oxygene 3.
22 березня 2018 року відбувся перший концерт Жарра в Південній Америці, а саме в Буенос-Айресі, Аргентина. Виступ був проведений на Луна-парк арені.
22 червня 2018 року вийшов перший сингл Hypnose із нової збірки Planet Jarre приуроченої до 50-ти річчя творчості Жарра. Ця композиція була записана ще 1970 року, але вперше видана синглом в 1973 році. В день 70-річчя музиканта, вийшов черговий сингл Coachella Opening, одна з останніх композицій Жарра, написана в 2018 році для відкриття його шоу та виступів на фестивалях.
У ювілейне національне свято День взяття Бастилії 14 липня 2019 року Жан-Мішель Жарр був удостоєний чергової найвищої державної нагороди Ордену Почесного легіону, ставши командором ордену. Це свято знакове для Жарра, оскільки цього дня, рівно 40 років тому, відбувся перший його концерт, що виявився несподівано успішним та встановив світовий рекорд.

## 2020-і
5 березня 2021 року Жан-Мішель випустив перший у своїй кар'єрі офіційний ремікс на чужу композицію. Ним став ремікс на ще невипущений оригінал під назвою ID анонімного виконавця Deathpact.
9 квітня 2021 року виходить альбом Amazônia.￼

## Особисте життя
Жарр одружений учетверте. Його третьою дружиною була французька акторка Анн Парійо. 2019 року одружився з китайською акторкою Ґун Лі. Жан-Мішель має двох дітей: Емілі Жарр (народилася від першого шлюбу) та Девід Жарр (син Жан-Мішеля та Шарлотти Ремплінґ).

## Вибрана дискографія

### Студійні записи
- La Cage/Erosmachine (1970, 7" сингл)
- Deserted Palace (1972)
- Oxygène (1976)
- Equinoxe (1978)
- Magnetic Fields (Les Chants Magnétiques) (1981)
- Music for Supermarkets (Musique Pour Supermarché) (1983, в екземплярі 1 шт.)
- Zoolook (1984)
- Rendez-Vous (1986)
- Revolutions (1988)
- Waiting for Cousteau (En Attendant Cousteau) (1990)
- Chronologie (1993)
- Oxygene 7-13 (1997)
- Metamorphoses (2000)
- Interior Music (2001, лімітоване видання для Bang & Olufsen, 1000 екземплярів)
- Sessions 2000 (2002)
- Geometry of Love (2003)
- Teo & Tea (2007)
- Oxygène: New Master Recording (2007)
- Electronica 1: The Time Machine (2015)
- Electronica 2: The Heart of Noise (2016)
- Oxygène 3 (2016)
- Equinoxe Infinity (2018)
- Amazônia (2021)
- Oxymore (2022)

### Концертні записи
- The Concerts in China (Les Concerts En Chine) (1982)
- In Concert Houston-Lyon (1987, перевиданий у тому ж році за назвою Cities in Concert Houston-Lyon)
- Jarre Live (1989, перевиданий в 1996 році за назвою Destination Docklands)
- Hong Kong (1994)
- Live From Gdańsk — (Koncert w Stoczni) (2005)
- Live Printemps de Bourges 2002 (2006, вийшов тільки на iTunes)

### Саундтреки
- Les Granges Brûlées (1973)
- Qui Veut Devenir Une Star (2001, не виходив офіційно)

### Ремікси
- Jarremix (1995)
- Odyssey Through O2 (1998)

### Збірники
- Musik aus Zeit und Raum (1983)
- The Essential Jean Michel Jarre (1983)
- Synthesis (1983, вийшов тільки в Італії)
- The Essential 1976–1986 (1985, ті ж композиції, що й на The Essential Jean Michel Jarre)
- The Laser Years (Les Années Laser) (1989, колекція з 9 CD, з ексклюзивним диском Cities In Concert Houston-Lyon)
- Images — The Best of Jean Michel Jarre (1991)
- L'Intégrale (1992, коллекция из 10 CD)
- The Complete Oxygene (1998, 2 CD box з Oxygene і Oxygene 7-13 з бонус-треком)
- The Essential (2004)
- AERO (2004, CD и DVD, формат 5.1 sound)
- Essentials & Rarities (2011, 2 CD)
- Essential Recollection (2015)
- Planet Jarre (2018, 2 CD)